# Nino Haratischwili
Nino Haratischwili (en géorgien ნინო ხარატიშვილი), née le 8 juin 1983 à Tbilissi (en RSS de Géorgie), est une écrivaine allemande d'origine géorgienne. Elle est l'autrice de près d'un trentaine de pièces de théâtre et d'une quinzaine de romans, dont quatre ont été traduits en français à ce jour (2024).

## Listes des ouvrages parus en français
- Mon doux jumeau, Buchet-Chastel, 2015.
- La huitième vie (pour Brilka), Piranha, 2021.
- Le Chat, le Général et la Corneille, traduit par Rose Labourie, Belfond, 2021  (ISBN 978-2-71-449-335-4)[1],[2],[3].
- La Lumière vacillante, Gallimard, 2024  (ISBN 978-2-07-299-601-6).